# جون إس. هيرنغتون
جون إس. هيرنغتون هو محامي وسياسي أمريكي، ولد في 31 مايو 1939 في لوس أنجلوس في الولايات المتحدة. نشط حزبياً في الحزب الجمهوري. وقد انتخب وزير الطاقة الأمريكي (7 فبراير 1985 – 20 يناير 1989).